# Dolioletta mirabilis
Dolioletta mirabilis är en ryggsträngsdjursart som beskrevs av Alexei Alexeievich Korotneff 1891. Dolioletta mirabilis ingår i släktet Dolioletta och familjen tunnsalper.
Artens utbredningsområde är Indiska oceanen. Inga underarter finns listade i Catalogue of Life.